# Астерікс (серія коміксів)
«Астерікс» (фр. Astérix) — серія французьких коміксів, написаних Рене Ґосінні та намальованих Альбер Удерзо, галльський герой, що веде відважну боротьбу з римськими загарбниками.
Серія розпочалася 29 жовтня 1959 року в журналі «Pilote». Станом на 2019 рік видано 37 томи коміксів. В ній розповідається про опір галльського селища римлянам. Щоб протидіяти загарбниками жителі селища використовують магічний еліксир, виготовлений їхнім друїдом. Еліксир надає тому, хто його скуштував, надлюдських сил. Астерікс — головний герой серії. Разом зі своїм другом Обеліксом він переживає численні пригоди, які змушують його мандрувати в різні кутки світу.
Серія про Астерікса — один із найпопулярніших коміксів у Франції, Бельгії, але не лише у франкомовних країнах. Її томи перекладені більш ніж 100 мовами світу, особливо в Європі.
Успіх серії призвів до екранізації кількох томів, було випущено 10 мультфільмів та чотири фільми із живими акторами. На основі коміксів створені численні ігри. Поблизу Парижа існує також тематичний «Парк Астерікса».

## Характер

Астерікс — невисокий чоловічок невизначеного віку (хоча в короткій історії «Народження Астерікса» події відбуваються «за 35 років до Цезаря», що значить, що Астеріксу приблизно 35 років), білявий, вусатий і носатий, що характерно для мешканців селища. Він завжди одягнутий в чорний жилет та червоні панталони, носить короткий меч (гладіус), яким, проте, майже ніколи не користується. Він майже ніколи не розлучається із крилатим капелюшком, крильця якого міняють положення залежно від його настрою.
Астерікс малий, але винахідливий та відважний. Він ніколи не діє наспіх, не обміркувавши справи, за винятком випадків, коли йдеться про римлян. Любить побурчати та часто чимось незадоволений (особливо коли діло доходить до Обеліксового апетиту: «він лише трьох кабанів з'їв!»). Астерікс нерозлучний із Обеліксом, хоча часто свариться й мириться з ним. Він дещо зневажливо ставиться до чужинців та іноді навіть до гвардії Юлія Цезаря.

## Комікси
З 1 до 24, а також 32 та 34 комікси були видані тандемом «Ґосінні та Удерзо». Комікси з 25 до 31 та 33 були створені Удерзо. З 35 номерів над коміксами працюють Жан-Ів Феррі та Дідьє Конрад. У таблиці вказано роки першого випуску коміксів у Франції.
| №  | Назва | Дата випуску                                       | Видання     | Сценарист     | Художник       |
| -- | --- | -------------------------------------------------- | ----------- | ------------- | -------------- |
| 1  | Астерікс із Галлії (фр. Astérix le Gaulois, англ. Asterix the Gaul)                                                                               | Липень 1961 р.                                     | Dargaud     | Рене Госінні  | Альбер Удерзо  |
| 2  | Золотий Серп (фр. La Serpe d'or, англ. Asterix and the Golden Sickle)                                                                             | Липень 1962 р.                                     | Dargaud     | Рене Госінні  | Альбер Удерзо  |
| 3  | Астерікс і Готи (фр. Astérix et les Goths, англ. Asterix and the Goths)                                                                           | Липень 1963 р.                                     | Dargaud     | Рене Госінні  | Альбер Удерзо  |
| 4  | Астерікс Гладіатор (фр. Astérix gladiateur, англ. Asterix the Gladiator)                                                                          | Липень 1964 р.                                     | Dargaud     | Рене Госінні  | Альбер Удерзо  |
| 5  | Втеча з Галлії (Великий бенкет) (фр. Le Tour de Gaule d'Astérix, англ. Asterix and the Banquet)                                                   | Січень 1965 р.                                     | Dargaud     | Рене Госінні  | Альбер Удерзо  |
| 6  | Астерікс і Клеопатра (фр. Astérix et Cléopâtre, англ. Asterix and Cleopatra)                                                                      | Липень 1965 р.                                     | Dargaud     | Рене Госінні  | Альбер Удерзо  |
| 7  | Поєдинок вождів (Велика битва) (фр. Le combat des chefs, англ. Asterix and the Big Fight)                                                         | Січень 1966 р.                                     | Dargaud     | Рене Госінні  | Альбер Удерзо  |
| 8  | Астерікс у Британії (фр. Astérix chez les Bretons, англ. Asterix in Britain)                                                                      | Липень 1966 р.                                     | Dargaud     | Рене Госінні  | Альбер Удерзо  |
| 9  | Астерікс і Нормани (фр. Astérix et les Normands, англ. Asterix and the Normans)                                                                   | Жовтень 1966 р.                                    | Dargaud     | Рене Госінні  | Альбер Удерзо  |
| 10 | Астерікс Легіонер (фр. Astérix légionnaire, англ. Asterix the Legionary)                                                                          | Липень 1967 р.                                     | Dargaud     | Рене Госінні  | Альбер Удерзо  |
| 11 | Арвернський щит (Щит вождя) (фр. Le bouclier Arverne, англ. Asterix and the Chieftain's Shield)                                                   | Січень 1968 р.                                     | Dargaud     | Рене Госінні  | Альбер Удерзо  |
| 12 | Астерікс на Олімпійських Іграх (фр. Astérix aux Jeux Olympiques, англ. Asterix at the Olympic Games)                                              | Липень 1968 р.                                     | Dargaud     | Рене Госінні  | Альбер Удерзо  |
| 13 | Астерікс і Казанок (фр. Astérix et le chaudron, англ. Asterix and the Cauldron)                                                                   | Січень 1969 р.                                     | Dargaud     | Рене Госінні  | Альбер Удерзо  |
| 14 | Астерікс в Іспанії (фр. Astérix en Hispanie, англ. Asterix in Spain)                                                                              | Жовтень 1969 р.                                    | Dargaud     | Рене Госінні  | Альбер Удерзо  |
| 15 | Чвари (Римський агент) (фр. La Zizanie, англ. Asterix and the Roman Agent)                                                                        | Квітень 1970 р.                                    | Dargaud     | Рене Госінні  | Альбер Удерзо  |
| 16 | Астерікс в Швейцарії (фр. Astérix chez les Helvètes, англ. Asterix in Switzerland)                                                                | Жовтень 1970 р.                                    | Dargaud     | Рене Госінні  | Альбер Удерзо  |
| 17 | Обитель богів (фр. Le Domaine des dieux, англ. The Mansions of the Gods)                                                                          | Жовтень 1971 р.                                    | Dargaud     | Рене Госінні  | Альбер Удерзо  |
| 18 | Лавровий вінок Цезаря (фр. Les Lauriers de César, англ. Asterix and the Laurel Wreath)                                                            | Січень 1972 р.                                     | Dargaud     | Рене Госінні  | Альбер Удерзо  |
| 19 | Віщун (фр. Le Devin, англ. Asterix and the Soothsayer)                                                                                            | Жовтень 1972 р.                                    | Dargaud     | Рене Госінні  | Альбер Удерзо  |
| 20 | Астерікс на Корсиці (фр. Astérix en Corse, англ. Asterix in Corsica)                                                                              | Квітень1973 р.                                     | Dargaud     | Рене Госінні  | Альбер Удерзо  |
| 21 | Подарунок Цезаря (фр. Le Cadeau de César, англ. Asterix and Caesar's Gift)                                                                        | Липень 1974 р.                                     | Dargaud     | Рене Госінні  | Альбер Удерзо  |
| 22 | Велике плавання (фр. La Grande traversée, англ. Asterix and the Great Crossing)                                                                   | Липень 1975 р.                                     | Dargaud     | Рене Госінні  | Альбер Удерзо  |
| 23 | Обелікс і компанія (фр. Obélix et Compagnie, англ. Obelix and Co.)                                                                                | Квітень 1976 р.                                    | Dargaud     | Рене Госінні  | Альбер Удерзо  |
| 24 | Астерікс у Бельгії (фр. Astérix chez les Belges, англ. Asterix in Belgium)                                                                        | Січень 1979 р.                                     | Dargaud     | Рене Госінні  | Альбер Удерзо  |
| 25 | Великий рів (фр. Le Grand fossé, англ. Asterix and the Great Divide)                                                                              | Квітень 1980 р.                                    | Albert René | Альбер Удерзо | Альбер Удерзо  |
| 26 | Одіссея Астерікса (Астерікс і Чорне золото) (фр. L'Odyssée d'Astérix, англ. Asterix and the Black Gold)                                           | Жовтень 1981 р.                                    | Albert René | Альбер Удерзо | Альбер Удерзо  |
| 27 | Астерікс і Син (фр. Le Fils d'Astérix, англ. Asterix and Son)                                                                                     | Жовтень 1983 р.                                    | Albert René | Альбер Удерзо | Альбер Удерзо  |
| 28 | Астерікс і Чарівний килим (фр. Astérix chez Rahazade, англ. Asterix and the Magic Carpet)                                                         | Жовтень 1987 р.                                    | Albert René | Альбер Удерзо | Альбер Удерзо  |
| 29 | Троянда і меч (Секретна зброя) (фр. La Rose et le glaive, англ. Asterix and the Secret Weapon)                                                    | Жовтень 1991 р.                                    | Albert René | Альбер Удерзо | Альбер Удерзо  |
| 30 | Галера Обелікса (Астерікс і Обелікс у морі) (фр. La Galère d'Obélix, англ. Asterix and Obelix All at Sea)                                         | Липень 1996 р.                                     | Albert René | Альбер Удерзо | Альбер Удерзо  |
| 31 | Астерікс і Актриса (фр. Astérix et Latraviata, англ. Asterix and the Actress)                                                                     | Березень 2001 р.                                   | Albert René | Альбер Удерзо | Альбер Удерзо  |
| 32 | Астерікс повертається до школи (фр. Astérix et la rentrée gauloise, англ. Asterix and the Class Act)                                              | Січень1993 р (Спеціальне видання), Серпень 2003 р. | Albert René | Рене Ґосінні  | Альбер Удерзо  |
| 33 | Небо впаде їм на голови (Астерікс і небо, що падає) (фр. Le ciel lui tombe sur la tête, англ. Asterix and the Falling Sky)                        | Жовтень 2005 р.                                    | Albert René | Альбер Удерзо | Альбер Удерзо  |
| 34 | День народження Астерікса і Обелікса — Золота книга (фр. L'Anniversaire d'Astérix et Obélix - le Livre d'Or, англ. Asterix and Obelix's Birthday) | Жовтень 2009 р.                                    | Albert René | Рене Ґосінні  | Альбер Удерзо  |
| 35 | Астерікс і Пікти (фр. Astérix chez les Pictes, англ. Asterix and the Picts)                                                                       | Жовтень 2013 р.                                    | Albert René | Жан-Ів Феррі  | Дідьє Конрад\| |
| 36 | Астерикс і Загублений сувій (фр. Le Papyrus de César, англ. Asterix and the Missing Scroll)                                                       | Жовтень 2015 р.                                    | Albert René | Жан-Ів Феррі  | Дідьє Конрад\| |
| 37 | Астерікс і Перегони на колісницях (фр. Astérix et la Transitalique, англ. Asterix and the Chariot Race)                                           | Жовтень 2017 р.                                    | Albert René | Жан-Ів Феррі  | Дідьє Конрад\| |
| 38 | Дочка Верцингеторикса (фр. La Fille De Vercingétorix, англ. Asterix and the Chieftain's Daughter)                                                 | Жовтень 2019 р.                                    | Albert René | Жан-Ів Феррі  | Дідьє Конрад\| |
| 39 | Астерікс і Грифон (фр. Asterix et le Griffon, англ. Asterix and the Griffin)                                                                      | Жовтень 2021 р.                                    | Albert René | Жан-Ів Феррі  | Дідьє Конрад\| |

Комікс «12 подвигів Астерікса» є адаптацією мультфільму. Він був випущений у 1976 році й таким чином став 23-м у серії коміксів про Астерікса. Проте комікс не вважається канонічним у серії та рідко передруковується. Тільки англійські перекладачі опублікували його в «Asterix Annual 1980».
У 2007 році видавництво Albert René випустило 60-сторінковий комікс, названий «Астерікс та його друзі» (фр. Astérix et ses Amis), який складається з багатьох коротких історій. Це була данина Альберу Удерзо до його 80-річного ювілею від 34 відомих європейських художників коміксів.